# Bátaszék
Bátaszék (tyska: Badeseck, serbiska: Батсек) är en stad och kommun i distriktet Szekszárd i provinsen Tolna i Ungern. Den ligger längs med järnvägen mellan Baja och Sárbogárd. Kommunen har 5 851 invånare (2024), på en yta av 63,57 km². Staden har tidigare varit känd för vinodling.